# Thomas Henderson (astrónomo)
Thomas Henderson (28 de diciembre de 1798 - 23 de noviembre de 1844) fue un astrónomo y matemático escocés, famoso por haber medido la distancia a Alfa Centauri (la estrella principal del cúmulo estelar más próximo a la Tierra) y por ser el primero en determinar el paralaje de una estrella fija, aunque se retrasó en publicar sus resultados, y este hito se adjudica habitualmente al alemán Friedrich Bessel. Fue el primer Astrónomo Real de Escocia.

## Primeros años
Henderson nació en Dundee. Se educó en el instituto de su ciudad natal, iniciando a continuación su formación como abogado, trabajando como asistente administrativo y legal de distintos miembros de la nobleza local. Aun así, sus principales aficiones eran la astronomía y las matemáticas, y después de desarrollar un nuevo método que utilizaba la ocultación lunar para determinar la longitud geográfica, llamó la atención de Thomas Young, superintendente del "Almanaque Náutico" de la Marina Real. Young ayudó al joven Henderson a introducirse en el mundo más amplio de la ciencia astronómica, y a su muerte, en una carta póstuma, recomendaba al Almirantazgo que Henderson ocupara su puesto.

## Carrera

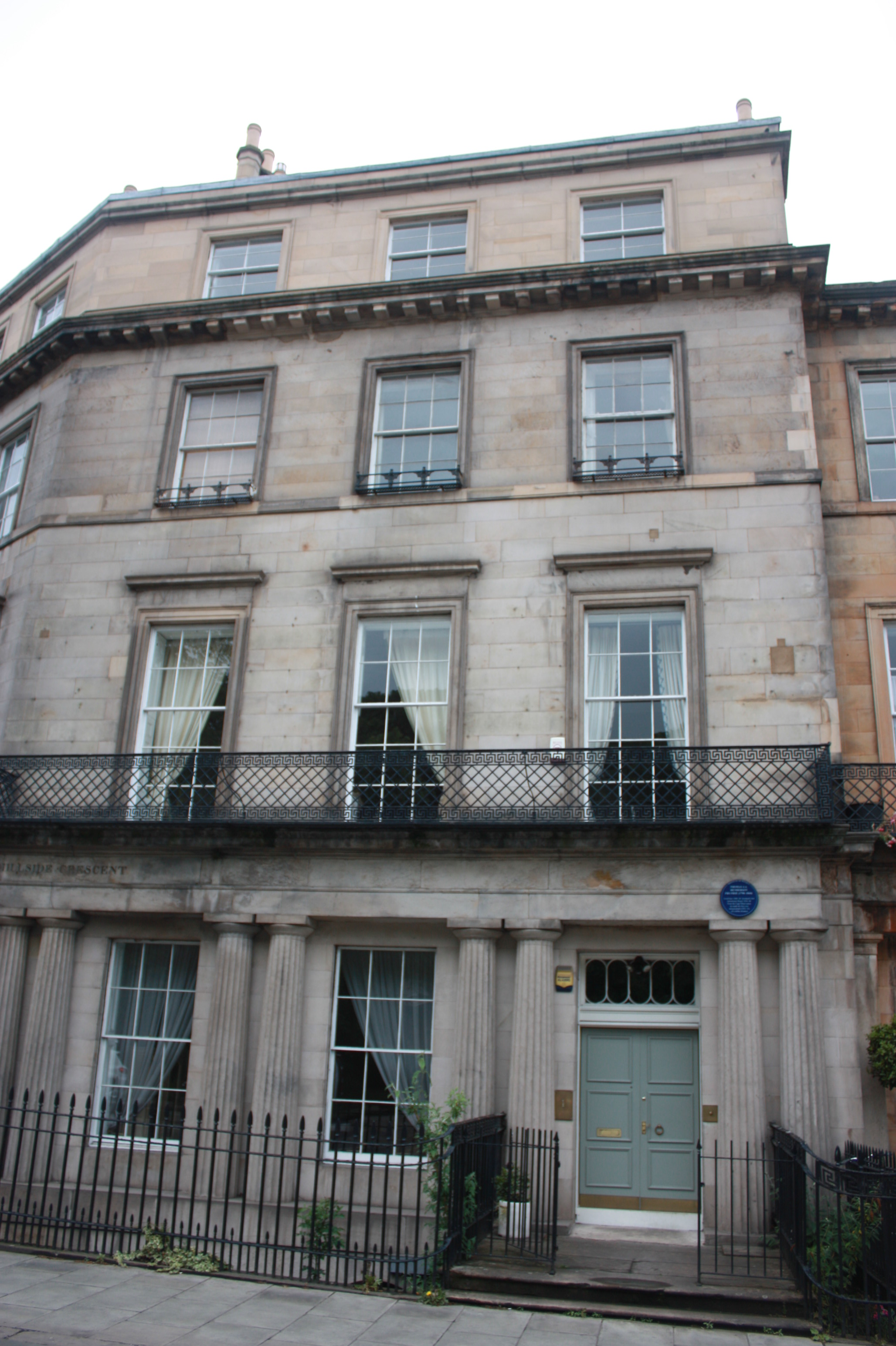
Hillside Crescent, Edinburgh

### África
Henderson finalmente no accedió al puesto de Young, pero la recomendación le sirvió para conseguir una plaza en el Observatorio Real del Cabo de Buena Esperanza, en Sudáfrica. Allí realizó un número considerable de observaciones estelares entre abril de 1832 y mayo de 1833, incluyendo aquellas por las que es recordado hoy en día. Fue Manuel John Johnson, del observatorio de la Compañía de las Indias Orientales en Santa Elena, quien le hizo notar que la brillante estrella del sur, Alfa Centauri, presenta un movimiento propio considerable, por lo que Henderson dedujo que debería estar situada relativamente próxima.
Una especie de "carrera espacial" se había desencadenado en la década de 1830 para ser la primera persona en medir la distancia a una estrella utilizando su paralaje, una tarea que es más sencilla cuanto más cercana se halle la estrella. Henderson estaba en una situación muy propicia para ser esta persona. Después de volver al Reino Unido por problemas de salud, comenzó a analizar sus mediciones y finalmente llegó a la conclusión de que Alfa Centauri estaba alejada algo menos de un pársec (unos 3,25 años luz). Este resultado era razonablemente preciso (hoy en día se sabe que este resultado era un 25,6% más pequeño que el determinado en la actualidad por métodos mucho más precisos).
Henderson no publicó inmediatamente sus resultados (había habido intentos anteriores desacreditados reclamando haber logrado la medición de un paralaje estelar), y finalmente fue batido por Friedrich Wilhelm Bessel, quien publicó un paralaje de 10,3 años luz (un 9.6% demasiado pequeño) para la estrella 61 Cygni en 1838. Henderson publicó sus resultados en 1839, relegado a un segundo plano debido a su carencia de confianza. Posteriormente publicó las observaciones de Thomas Maclear confirmando su trabajo. Alfa Centauri quedó como la estrella conocida más cercana a la Tierra hasta el descubrimiento de Próxima Centauri en 1915 por Robert Innes.

### Escocia
Mientras tanto, sus trabajos de medición en El Cabo le valieron ser nombrado el primer Astrónomo Real de Escocia en 1834. Se le concedió la cátedra vacante de astronomía en la Universidad de Edimburgo gracias al interés mostrado en persona por el primer ministro, Lord Melbourne. A partir de 1834 trabajó en el Observatorio de la Ciudad (entonces denominado Calton Hill) en Edimburgo hasta su fallecimiento en 1844. En abril de 1840 había sido elegido miembro de la Royal Society.
Henderson fue miembro o socio de varias sociedades científicas importantes, incluyendo la Real Sociedad Astronómica (1832) y la Real Sociedad de Edimburgo (1834).

## Muerte y vida personal

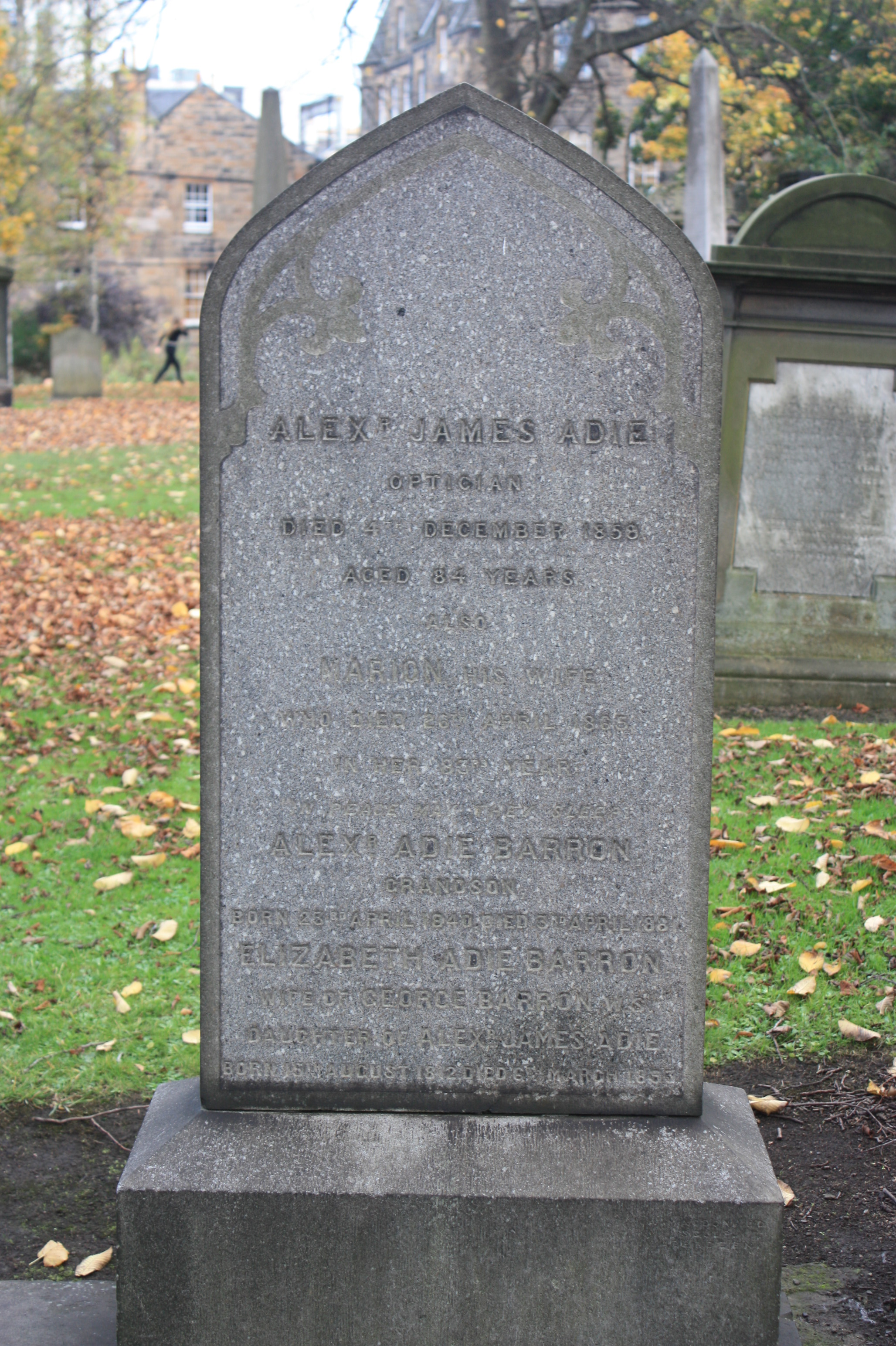
Tumba de Alexander James Adie, Greyfriars Kirkyard, donde reposan los restos de Thomas Henderson

Contrajo matrimonio en 1836 con Janet Mary Adie (1808-1842), hija de Alexander Adie, y tuvieron una hija, Janet Mary Jane Henderson (1842-1893).
Murió en su casa del n.º1 de Hillside Crescent en Edimburgo el 23 de noviembre de 1844, y está enterrado en el cementerio Greyfriars, en la tumba de Alexander Adie. El nombre de Henderson no figura en el monumento. La tumba está situada en el lado suroeste del patio de la iglesia, justo al noreste del mausoleo de los Adam.

## Publicaciones
- «The Parallax of Alpha Centauri, deduced from Mr Maclear's observations at the Cape of Goof Hope, in the years 1839 and 1840». Memoirs of the Royal Astronomical Society 12: 329-372. 1842. Bibcode:1842MmRAS..12..329H.
- «On the Parallax of Alpha Centauri». Memoirs of the Royal Astronomical Society 11: 61-68. 1840. Bibcode:1840MmRAS..11...61H.

## Eponimia
- El cráter lunar Henderson lleva este nombre en su memoria.